# Gloria Trevi
Gloria Trevi, nata come Gloria de los Ángeles Treviño Ruiz (15 febbraio 1968), è una cantante messicana.
È stata descritta come la "Diva Suprema del Pop Messicano" dal canale musicale VH1 e ha venduto oltre 20 milioni di dischi in tutto il mondo.

## Biografia
Nata a Monterrey, Nuevo León, Messico, a 12 anni decise di trasferirsi a Città del Messico per intraprendere una carriera musicale. Nella capitale incontrò il suo futuro manager Sergio Andrade. Prima di ciò, Trevi cantava e ballava per strada per guadagnare qualcosa, assieme all'insegnare aerobica e vendere quesadillas alle bancarelle di cibo. Nel 1985 entra a far parte di un piccolo gruppo musicale femminile chiamato Boquitas Pintadas. Dopo lo scioglimento della band nel 1988, Gloria Trevi contattò il suo manager Sergio Andrade per farsi produrre il suo primo album da solista, ¿Qué Hago Aquí?.
L'album fu pubblicato nel 1989 e sfornò una hit Numero 1, Dr. Psiquiatra. Il suo secondo album, Tu Ángel de la Guarda, fu più di successo rispetto al primo: il singolo "Pelo Suelto" si piazzò alla posizione numero uno della classifica messicana, spagnola e dell'America Latina. Nel 1992 Trevi pubblicò il suo terzo album, Me siento tan sola e anche in questo caso raccolse una hit, "Zapatos Viejos".  Tutti e tre i suoi primi album furono registrati a Los Angeles.
Nel 2000 Trevi, Andrade e la corista Maria Raquenel Portillo furono arrestati a Rio de Janeiro, Brasile, con l'accusa di corruzione di minori. Un anno dopo, Trevi annunciò la sua gravidanza. Trevi fu assolta dalle accuse nel 2004, dopo quattro anni e otto mesi di detenzione.
Nel 2009 Trevi si sposa con Armando Gómez, un avvocato, e vive in Texas.

## Il film
Il celebre produttore di Hollywood Barrie M. Osborne, insieme con l'imprenditore messicano Max Appedole e Christian Keller, sono al lavoro per girare un film su Gloria Trevi ed intitolato Gloria. Il film sarà una vera e propria biografia sulla vita della "Diva del pop messicano".

## Discografia

### Album in studio
| Anno | Album                         | USA   | USA | Certificazioni                  |
| Anno | Album                         | Latin | 200 | Certificazioni                  |
| ---- | ----------------------------- | ----- | --- | ------------------------------- |
| 1989 | ...Qué hago aquí?             | —     | —   |                                 |
| 1991 | Tu ángel de la guarda         | —     | —   |                                 |
| 1992 | Me siento tan sola            | —     | —   |                                 |
| 1994 | Más turbada que nunca         | 43    | —   |                                 |
| 1995 | Si me llevas contigo          | —     | —   |                                 |
| 2004 | Cómo nace el universo         | 4     | —   | - USA: Platino (2)              |
| 2007 | Una rosa blu                  | 9     | 169 | - MEX: Platino - USA: Oro       |
| 2011 | Gloria                        | 1     | 71  | - MEX: Platino                  |
| 2013 | De película                   | 2     | 109 | - MEX: Platino                  |
| 2015 | El amor                       | 1     | —   | - MEX: Platino + Oro            |
| 2017 | Versus (con Alejandra Guzmán) | 1     | 77  | - MEX: Oro                      |
| 2019 | Diosa de la noche             | —     | —   | - MEX: Platino + Oro - USA: Oro |
| 2022 | Isla divina                   | —     | —   |                                 |

### Album dal vivo
| Anno | Album                       | USA Latin | Certificazioni        |
| ---- | --------------------------- | --------- | --------------------- |
| 2006 | La trayectoria              | 29        | - MEX: Oro - USA: Oro |
| 2012 | Gloria en vivo              | 15        |                       |
| 2016 | Inmortal                    | 1         | - MEX: Oro            |
| 2017 | Versus World Tour           | 38        | - MEX: Oro            |
| 2020 | Diosa de la noche (En vivo) | —         |                       |

### Singoli
| Año  | Sencillo                                           | USA HLS | Certificazioni | Álbum                 |
| ---- | -------------------------------------------------- | ------- | -------------- | --------------------- |
| 1989 | Dr Psiquiatra                                      | —       |                | ...Qué hago aquí?     |
| 1989 | Qué hago aquí                                      | —       |                | ...Qué hago aquí?     |
| 1990 | El último beso                                     | 36      |                | ...Qué hago aquí?     |
| 1990 | Que voy hacer sin él                               | 22      |                | ...Qué hago aquí?     |
| 1990 | Satisfecha                                         | —       |                | ...Qué hago aquí?     |
| 1991 | Pelo suelto                                        | 19      |                | Tu ángel de la guarda |
| 1991 | Tu ángel de la guarda                              | 20      |                | Tu ángel de la guarda |
| 1991 | Agárrate                                           | —       |                | Tu ángel de la guarda |
| 1992 | Hoy me iré de casa                                 | —       |                | Tu ángel de la guarda |
| 1992 | Virgen de Las vírgenes                             | —       |                | Tu ángel de la guarda |
| 1992 | Zapatos viejos                                     | —       |                | Me siento tan sola    |
| 1992 | Con los ojos cerrados                              | 6       |                | Me siento tan sola    |
| 1993 | Me siento tan sola                                 | 6       |                | Me siento tan sola    |
| 1993 | Los borregos                                       | —       |                | Me siento tan sola    |
| 1993 | La acera del enfrente                              | —       |                | Me siento tan sola    |
| 1994 | La papa sin cátsup                                 | —       |                | Más turbada que nunca |
| 1994 | ¡Qué bueno que no fui Lady Di!                     | —       |                | Más turbada que nunca |
| 1994 | El recuento de los daños                           | —       |                | Más turbada que nunca |
| 1994 | Siempre a mi                                       | —       |                | Más turbada que nunca |
| 1995 | Ella que nunca fue ella                            | —       |                | Si me llevas contigo  |
| 1996 | Lloran mis muñecas                                 | —       |                | Si me llevas contigo  |
| 1996 | Si me llevas contigo                               | —       |                | Si me llevas contigo  |
| 2004 | En medio de la tempestad                           | 45      |                | Cómo nace el universo |
| 2005 | El domador                                         | —       |                | Cómo nace el universo |
| 2005 | Eres un santo                                      | —       |                | Cómo nace el universo |
| 2005 | El ingrato                                         | —       |                | La trayectoria        |
| 2006 | Todos me miran                                     | 32      |                | La trayectoria        |
| 2006 | Estrella de la mañana                              | —       |                | La trayectoria        |
| 2007 | Sufran mientras yo gozo                            | —       |                | La trayectoria        |
| 2007 | Psicofonía                                         | —       |                | Una rosa blu          |
| 2008 | Cinco minutos                                      | 4       |                | Una rosa blu          |
| 2008 | Pruébamelo                                         | —       |                | Una rosa blu          |
| 2009 | El favor de la soledad                             | —       |                | Una rosa blu          |
| 2009 | Lo que una chica por amor es capaz                 | —       |                | Una rosa blu          |
| 2011 | Me río de ti                                       | 22      |                | Gloria                |
| 2011 | Vestida de azúcar                                  | —       |                | Gloria                |
| 2011 | La noche                                           | —       |                | Gloria                |
| 2012 | Despiértame                                        | —       |                | Gloria                |
| 2012 | Fuego con fuego                                    | —       |                | Gloria                |
| 2013 | No soy un pájaro                                   | —       |                | De película           |
| 2013 | Libre para amarte                                  | —       |                | De película           |
| 2013 | No querías lastimarme                              | 36      |                | De película           |
| 2014 | Habla Blah Blah                                    | —       |                | De película           |
| 2015 | Como yo te amo                                     | —       |                | El amor               |
| 2015 | Las pequeñas cosas                                 | —       |                | El amor               |
| 2015 | Te quiero                                          | —       |                | El amor               |
| 2015 | El amor                                            | —       |                | El amor               |
| 2016 | Inmortal                                           | —       |                | Inmortal En vivo      |
| 2016 | Dímelo al revés                                    | —       | - MEX: Oro     | Inmortal En vivo      |
| 2017 | Cuando un hombre te enamora (con Alejandra Guzmán) | —       |                | Versus                |
| 2017 | Más buena (con Alejandra Guzmán)                   | —       |                | Versus                |
| 2017 | Soy tuya (con Alejandra Guzmán)                    | —       |                | Versus                |
| 2018 | Que me duela                                       | —       |                | Diosa de la noche     |
| 2018 | Me lloras (con Charlie Black)                      | —       |                | Diosa de la noche     |
| 2018 | Ellas soy yo                                       | —       |                | Diosa de la noche     |
| 2019 | Vas a recordarme                                   | —       |                | Diosa de la noche     |
| 2019 | Yo soy su vida                                     | —       |                | Diosa de la noche     |
| 2019 | Hijoepu*# (con Karol G)                            | —       | - USA: Oro     | Diosa de la noche     |
| 2019 | Ábranse perras                                     | —       |                | Diosa de la noche     |
| 2019 | Rómpeme el corazón                                 | —       |                | Diosa de la noche     |
| 2020 | Grande (con Mónica Naranjo)                        | —       | - USA: Oro     | Isla Divina           |
| 2020 | Demasiado frágiles                                 | —       |                | Isla Divina           |
| 2021 | Nos volvimos locos (con Guaynaa)                   | —       |                | Isla Divina           |
| 2021 | «Ensayando cómo pedirte perdón                     | —       |                | Isla Divina           |
| 2022 | La recaída (con Timo Nuñez)                        | —       |                | Isla Divina           |
| 2022 | Él se equivocó                                     | —       |                | Isla Divina           |

## Filmografia
- Pelo Suelto
- Zapatos Viejos
- La Papa Sin Catsup
- Gloria (biopic)